# Conferencia de las Naciones Unidas sobre el Cambio Climático de 2014
La XX Conferencia Internacional sobre Cambio Climático o 20.ª Conferencia de las Partes y 10.ª Conferencia de las Partes en calidad de reunión de las Partes en el Protocolo de Kioto (COP20/CMP10) se celebraron en Lima, Perú del 1 al 12 de diciembre de 2014, prolongándose hasta el 14 de diciembre. Estas conferencias fueron organizada por la Convención Marco de las Naciones Unidas sobre el Cambio Climático (CMNUCC). El objetivo de la conferencia era el de concluir un acuerdo provisional mundial para reducir sus emisiones de gases de efecto invernadero.
Se esperaba la presencia de 12.000 delegados que atendiera alrededor de 1000 representantes de los medios de comunicación.
Paralelamente al evento se realizó la alternativa Cumbre de los Pueblos del 9 al 12 de diciembre en el parque de la Exposición y una marcha el 10 de diciembre.

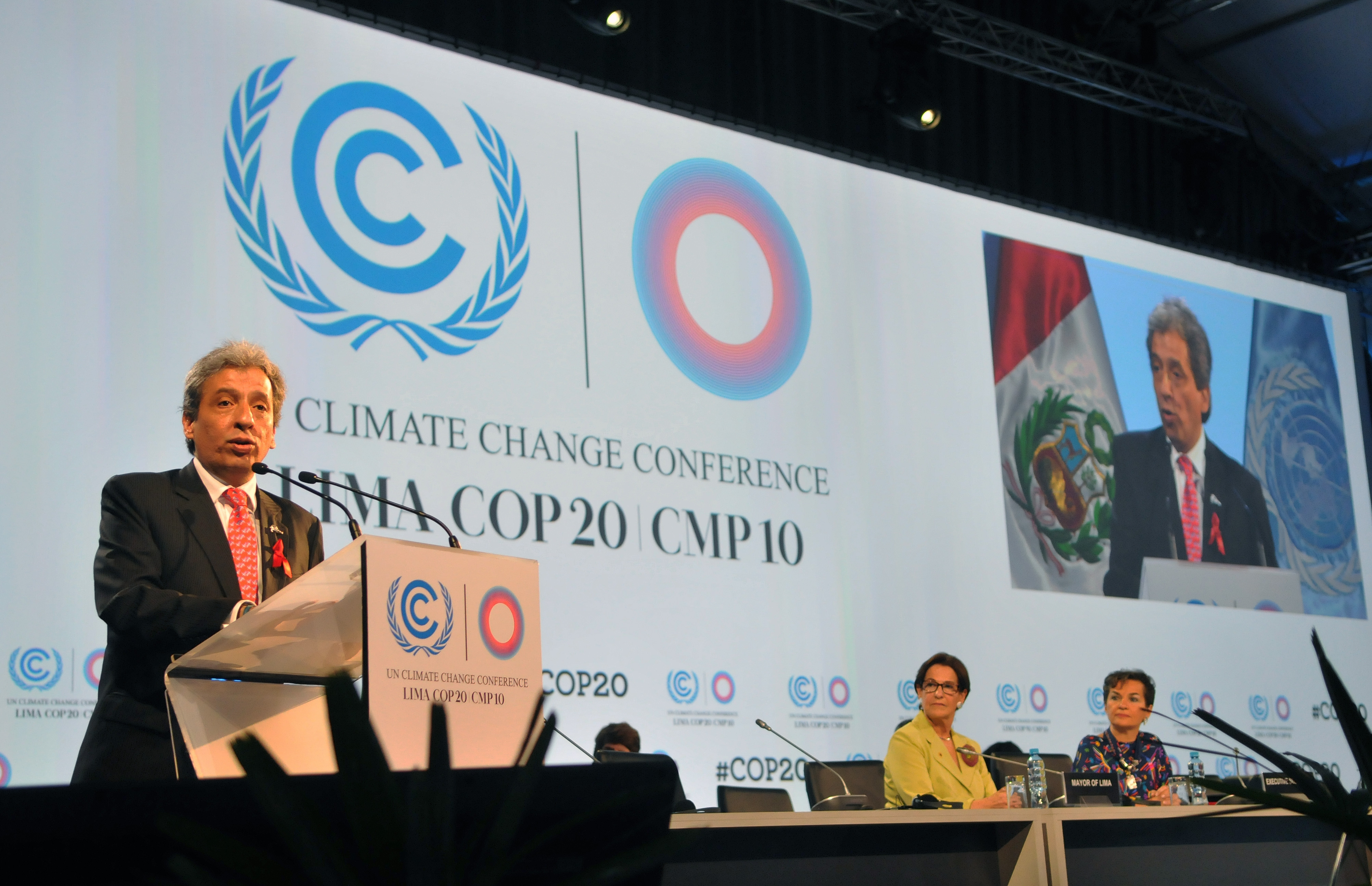
Ceremonia de inauguración de la Conferencia sobre el Cambio Climático COP20.

## Antecedentes y período previo
El 23 de septiembre se realizó la cumbre presidencial del cambio climático con la participación de más de 120 jefes de estados y líderes mundiales.
Del 4 al 7 de noviembre se realizó la reunión preparatoria al COP en Isla Margarita, Venezuela que contó con la participación de movimientos sociales y organizaciones no gubernamentales.

### Listado de las acciones propuestas
- China: El 12 de noviembre de 2014, China se comprometió a limitar su pico de emisiones de CO2 antes del año 2030 y consumir el 30% de energía primaria limpia en el 2030.

- Estados Unidos: El 12 de noviembre de 2014, los Estados Unidos se comprometieron en reducir sus emisiones del 26%-28% en 2030 con respecto a los niveles del 2005 y a financiar energías limpias.[8] Asimismo, se comprometió en donar US$ 3000 millones para el Fondo Verde del Clima.[9]

- Japón: Se comprometió en donar US$ 1500 millones para el Fondo Verde del Clima.[10]

- Perú: se comprometió en reducir al 0% la deforestación en el año 2021,[11] asimismo que el 60% de la producción energética proceda de energía renovable.[12]

- Unión Europea: El 28 de octubre de 2014, la Unión Europea se comprometió en reducir el 40% de estos gases en 2030 con respecto a año 1990, asimismo que el 27% de la producción energética proceda de fuentes renovables y con mejor eficiencia.

## Organización

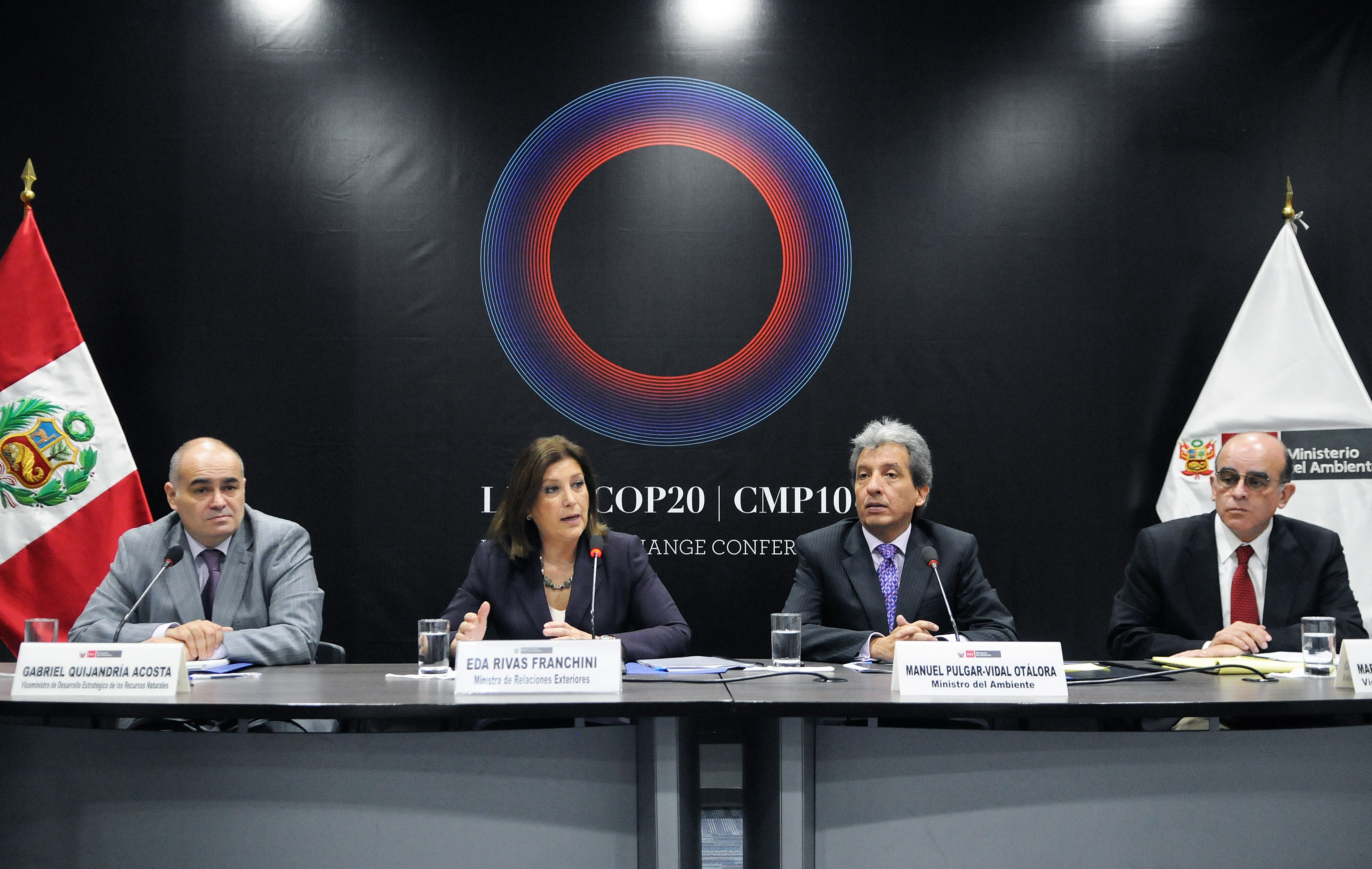
Presentación del logo oficial de la COP20.

La organización comprendió la instalación de salas de reuniones, restaurantes, patio de comidas, salas de prensa y servicios en un área de 55 000 metros cuadrados en el Cuartel General del Ejército (El Pentagonito), en el distrito de San Borja. El costo de la construcción fue de alrededor de US$ 54 millones.
Alrededor de 40 mil policías vigilaron durante la realización del evento. Se estableció un corredor preferencial entre la capital y el Aeropuerto Internacional Jorge Chávez para los dignatarios. Se implementó el resguardo policial con tres anillos de seguridad alrededor del Cuartel General del Ejército. Además, el cierre de la vía auxiliar de la avenida Javier Pardo.
Además, se llevó a cabo la feria Voces por el Clima dirigido al público. La feria contó con 5 pabellones: Bosques, Montañas y Agua, Océanos, Energía y Ciudades Sostenibles, en un área de 3600 metros cuadrados.
El costo de la organización fue de alrededor US$ 100 millones.

## Las negociaciones
El principal objetivo era el de consolidar el acuerdo definitivo para sustituir el protocolo de Kioto. Además, la conclusión del mecanismo de los fondos para enfrentar el cambio climático y el compromiso de cada país en la reducción de emisiones de gases de efecto invernadero.
- Programa de Reducción de Emisiones de Carbono causadas por la Deforestación y la Degradación de los Bosques
- Planes Nacionales de Adaptación
- Fondo Verde para el Clima

## Acuerdo
El acuerdo se aprobó en la madrugada del 14 de diciembre. Los acuerdos logrados son la presentación de planes nacionales antes de marzo y los compromisos cuantificables de reducción de gases de efecto invernadero antes de 1 de octubre de 2015, se aprobó el aporte de 10.200 millones de dólares al Fondo Verde para el Clima y los países se comprometan a fortalecer políticas de sensibilización y educación sobre el medio ambiente.

## Participantes

### Líderes

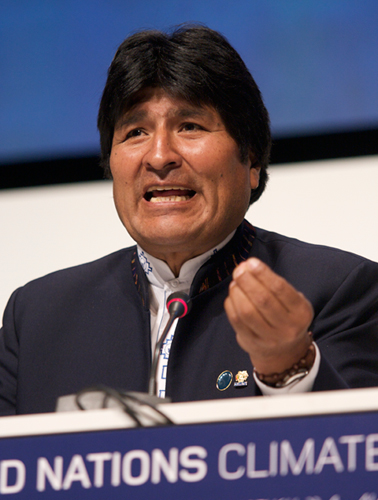
Bolivia Evo Morales, Presidente
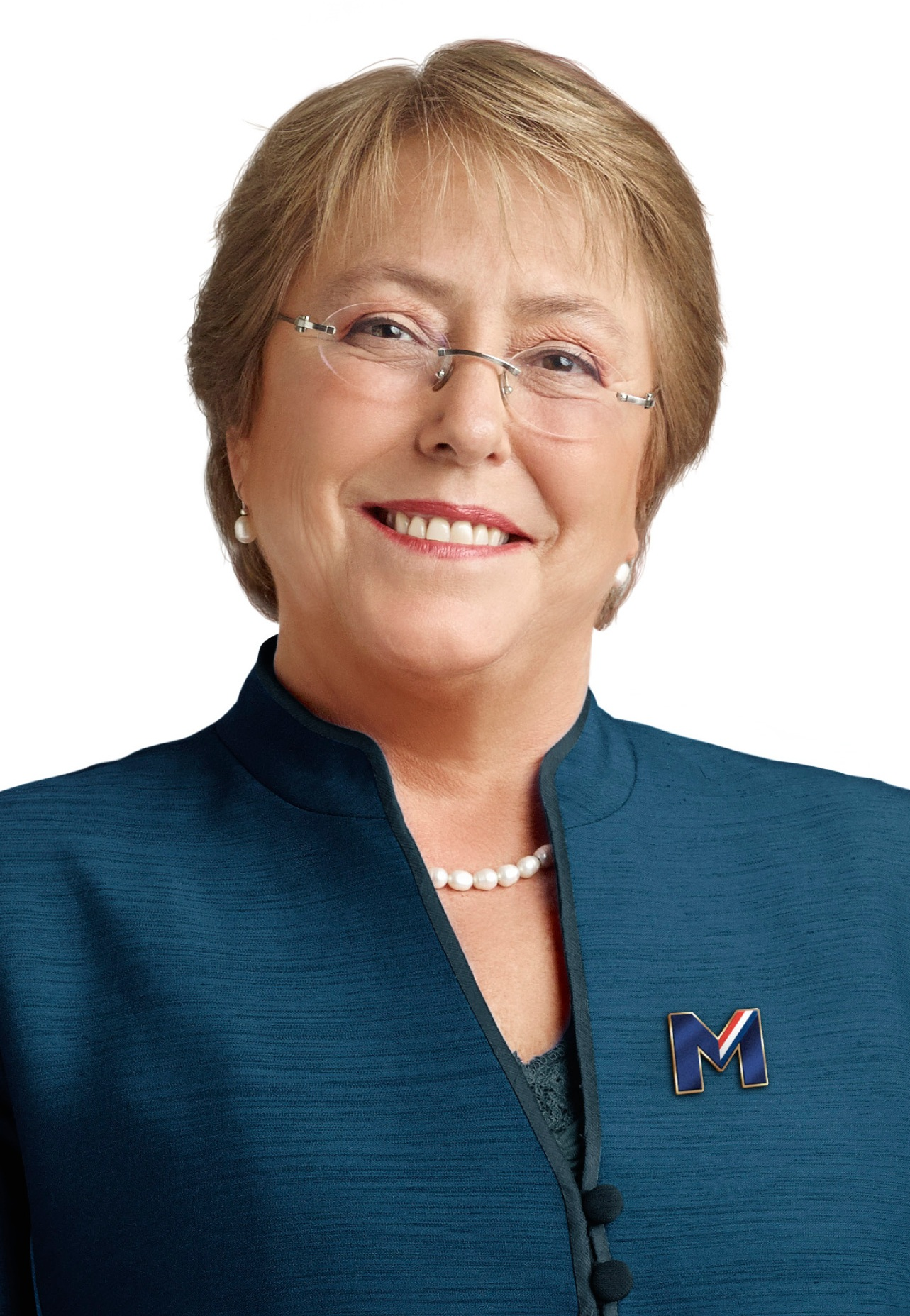
Chile Michelle Bachelet, Presidente
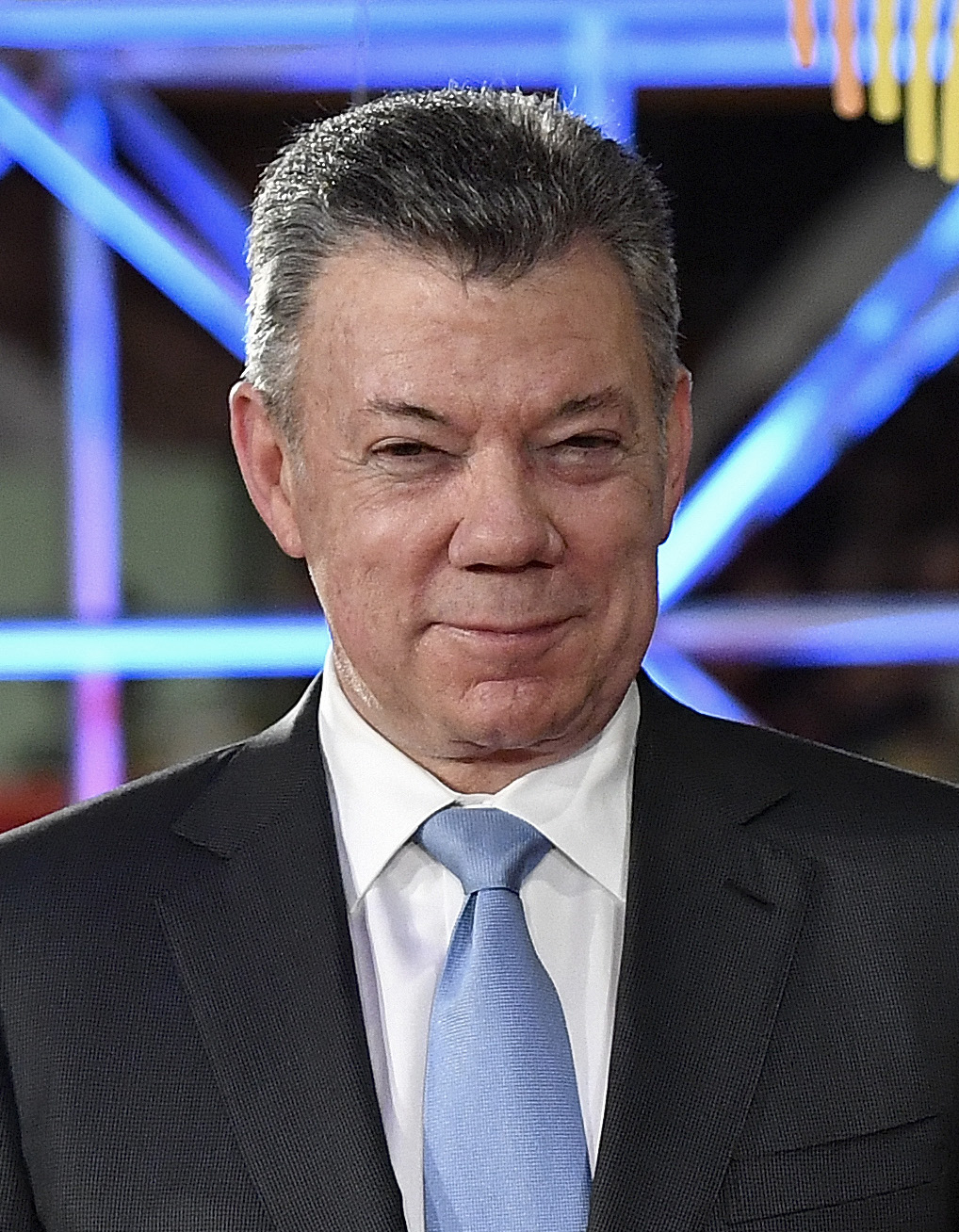
Colombia Juan Manuel Santos, Presidente
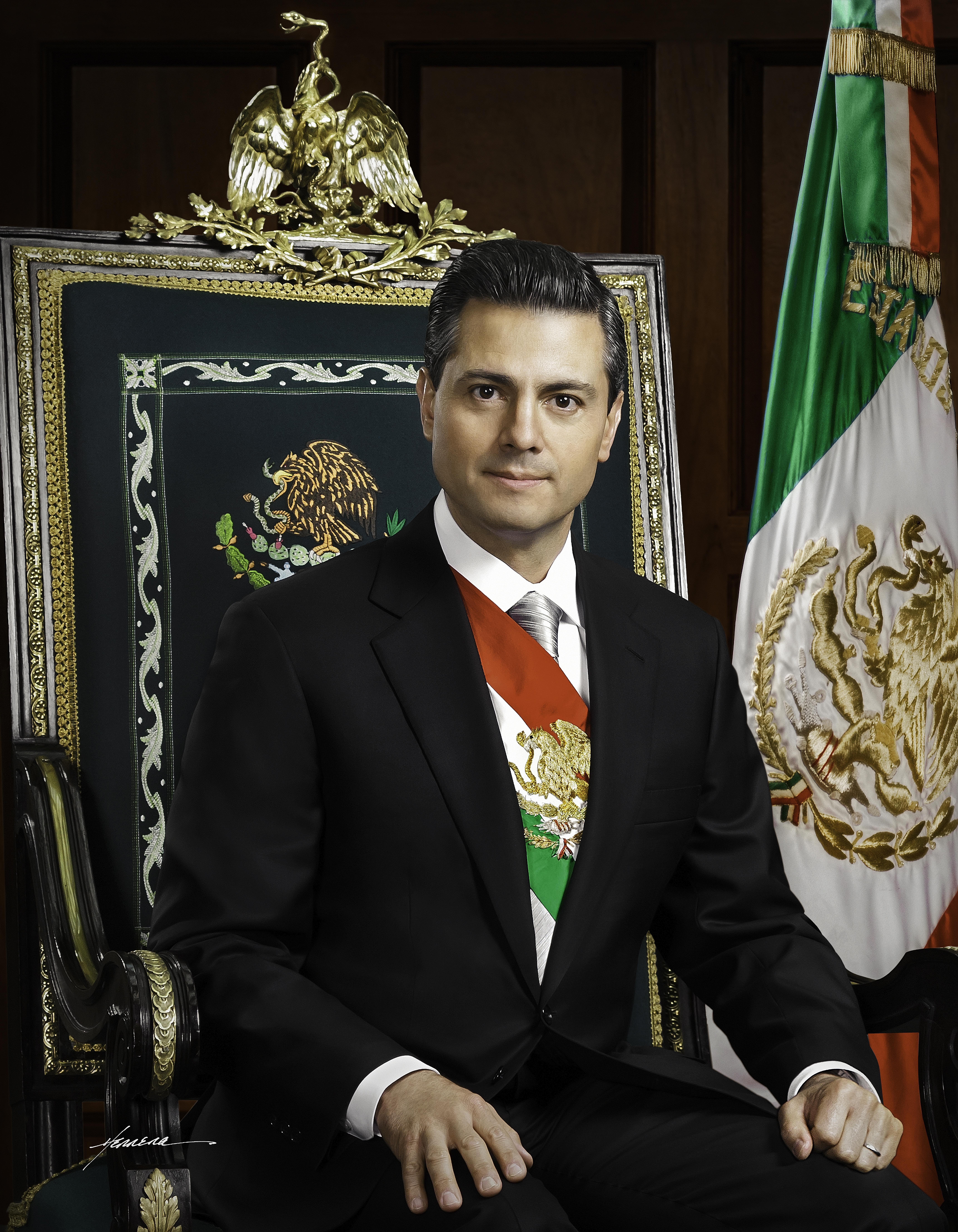
México Enrique Peña Nieto, Presidente
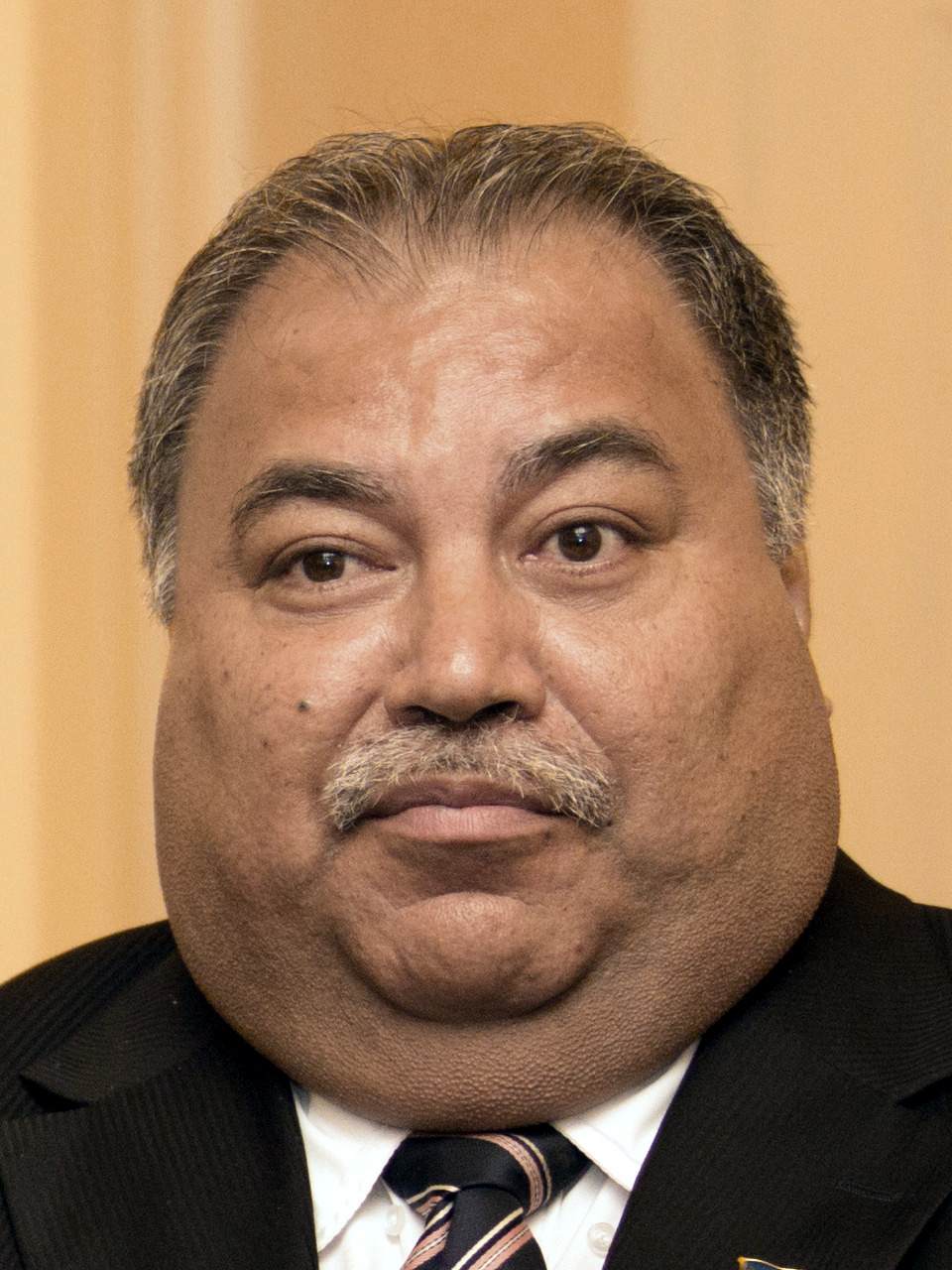
Nauru Baron Waqa, Presidente
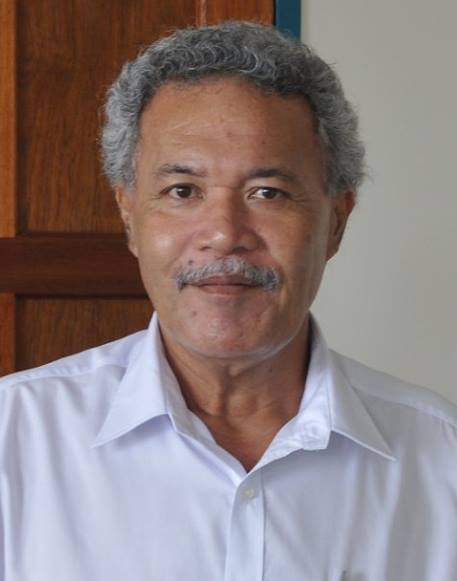
Tuvalu Enele Sopoaga, Primer ministro
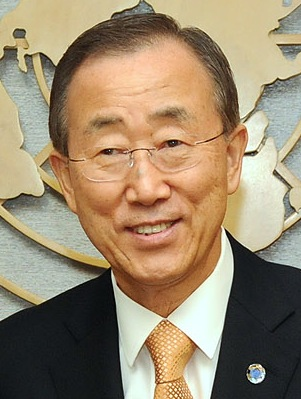
ONU Ban Ki-moon, Secretario General